# Монастырь Ангела-хранителя (Бургхаузен)
Монастырь Святого Ангела-хранителя (нем. Kloster Heilig Schutzengel, Burghausen) — бывший женский монастырь «Конгрегации Иисуса» (CJ), располагавшийся на территории баварского города Бургхаузен (Верхняя Бавария) и относившийся к епархии Пассау; был основан в 1683 году, активно участвовал в местном начальном образовании для девочек и был окончательно распущен 21 мая 2018 года.

## История и описание
Монастырь был основан мюнхенским отделением «Конгрегации Иисуса» (CJ) с одобрения архиепископа Зальцбургского в 1683 году: первой настоятельницей обители стала уроженка города Бургхаузен Филиппина Баумфельдер, возглавившая общину из пяти сестёр. За формированием монастыря, ставшего третьим отделением ордена в Баварии (после Мюнхена и Аугсбурга), последовало создание монастырской школы, а затем — школы-интерната для девочек. Для расширения был выкуплен соседний дом, на средства завещанные монахиням викарием Францем Вильгельмом Баумфельдером — братом Филиппины, скончавшимся в 1681 году. В 1731 году ветхое здание было практически полностью снесено и заново построено по проекту архитектора («мастера-каменщика») Иоганна Мартина Пёльнера из Тростберга: освящение состоялось в 1746 году. Здание церкви, обращённое к площади — как и дома справа и слева от неё — венчают заметные фигурные фронтоны; художественное оформление главного алтаря исследователи приписывали Иоганну Георгу Линдту (работы Святой Георгий, Максимилиан, Терезия и Флориан) и Иоганну Георгу Капферу (фигуры ангелов).
В 1803 году, в период активной секуляризации церковной собственности в Баварии, монастырь в Бургхаузене стал центральный монастырём для всех других баварских обителей ордена. Его роспуск состоялся только в 1816 году — сестры переехали в Альтёттинг; однако в 1826 году учебная деятельность сестёр была продолжена после одобрения, полученного от короля Людвига I. В 1852 году был заново основан детский интернат; до 1984 года сёстры работали и в ряде других начальных школ. В 1989 году церковь была капитально отремонтирована; в помещениях монастыря до сих пор находится средняя школа Бургхаузена — сам монастырь был закрыт 21 мая 2018 года.